# Patent Box
El Patent Box es un incentivo fiscal que permite reducir los impuestos sobre rentas procedentes de la cesión de determinados activos intangibles creados por la empresa. También se conoce como “IP-Box”, “Innovation Box”

## Origen
El nombre Patent Box (opción de Patentes) proviene de la casilla (Box) en la declaración de la renta y Patent se refiere a los patentes.  La posibilidad de distinguir las rentas derivadas de activos intangibles existe en la Ley fiscal irlandesa desde 1973 donde se conocía como exención de derechos de patentes (Patent Royalties exention) . En holanda está conocido bajo el nombre “Inovatiebox” (Opción Innovación).

## Patent Box en España
Las empresas españolas disponen del Patent Box desde el 2007.  Actualmente está regulado en el artículo 23 de la Ley 27/2014, de 27 de noviembre, del Impuesto sobre Sociedades. El Gobierno de Rodríguez Zapatero lo introdujo en España con el objetivo de generar crecimiento económico mediante la creación y puesta en valor de activos intangibles, así como la internacionalización de las empresas innovadoras españolas.
Se aplica a los siguientes activos intangibles: patentes, dibujos o modelos, planos, fórmulas o procedimientos secretos, derechos sobre informaciones relativas a experiencias industriales, comerciales o científicas.
Las ventajas que tiene son:
- El incentivo fiscal es una reducción del 60% de las derivadas de la cesión de los intangibles.
- Aplicable también a la transmisión de los activos intangibles.
- Sin límite de años.
- Compatibilidad con otras deducciones fiscales por I+D+i (art. 35 TRLIS).[3][4]

La deducción puede reducir la tasa media del impuesto sobre las rentas de patentes hasta un 10% (25% tasa ordinaria)

## Países con régimen fiscal de Patent Box

### Irlanda
Desde 1973 hasta 2010 las empresas domiciliadas en Irlanda podían beneficiar de la exención de derechos de patentes (Patent Royalties exemption), que permitía la exención total del Impuesto de sociedades (12,5%) de la rentas de patentes, Por razones presupuestarias la exención fue abandonada en 2010- Sin embargo en 2014 el gobierno irlandés anuncio la introducción de un Knowledge Development Box irlandesa en 2015 después del visto bueno de la UE.

### Holanda
En 2007 Holanda introdujo el “Octrooibox”  (Casilla para Patentes). En 2010 fue revisado, mejorado y renombrado Innovatiebox. El régimen permite pagar solo 5% de impuesto (en vez de 25%) sobre los beneficios derivados de patentes.

### Francia
En 2000, se introdujo el concepto de Plusvalía a largo plazo. Esta opción en el Impuesto de Sociedades permite pagar 15% sobre los ingresos de la cesión de patentes. Los ingresos se consideran plusvalías y pueden ser compensados por minusvalías por lo cual la tasa de impuestos sobre plusvalías netas puede ser inferior al 15%.

### Bélgica y Luxemburgo
Desde 2008 las empresas belgas pueden deducir el 80% de los ingresos por patentes, y las empresas luxemburguesas el 80% de los ingresos de la propiedad intelectual. En el caso de Bélgica resulta una cuota del 6,8% y en Luxemburgo del 5%.

### Suiza
En 2007, la Unión Europea informó al gobierno suizo que los regímenes de Sociedad mixtas y holdings era contrarios a los acuerdos de libre comercio entre la UE y Suiza. Estos regímenes permitían a las empresas domiciliar una empresa en Suiza y gestionar su negocio de patentes desde ahí para beneficiarse de un tipo del impuesto del 8 a 15%.